# Place d'Italie
Place d'Italie (Italské náměstí) je náměstí v Paříži. Nachází se ve 13. obvodu.

## Poloha
Na kruhové náměstí o průměru 200 metrů směřuje Avenue des Gobelins, Avenue de la Sœur-Rosalie, Boulevard Auguste-Blanqui, Rue Bobillot, Avenue d'Italie, Avenue de Choisy, Boulevard Vincent-Auriol, Rue Godefroy a Boulevard de l'Hôpital. Esplanáda podél obchodního centra Italie 2 byla v roce 1995 přejmenována na Place Henri-Langlois.

## Historie

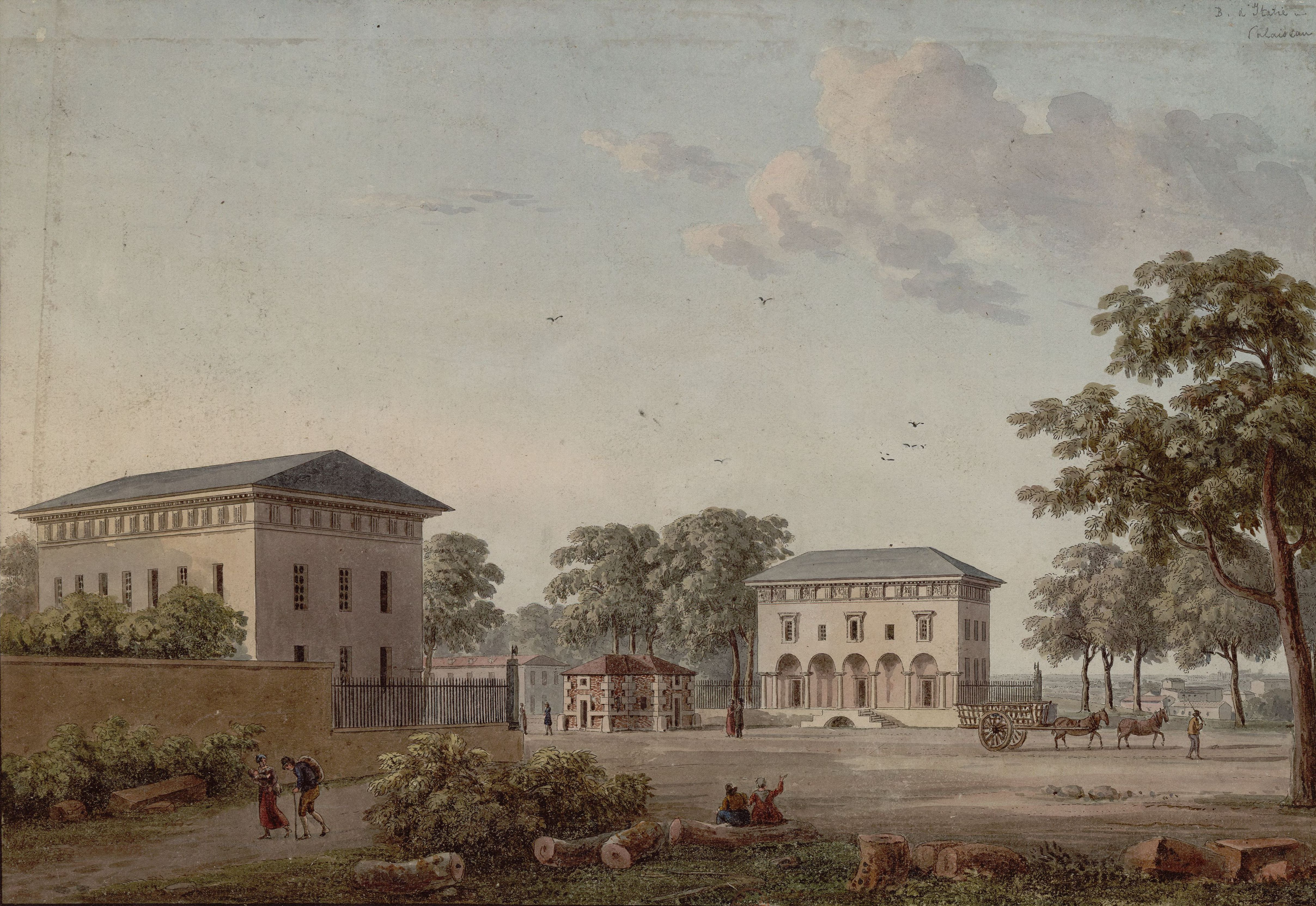
Pevnosti na náměstí (1819)

Náměstí vděčí svému názvu blízkosti Avenue d'Italie, která byla výchozím bodem cesty z Paříže do Itálie. Až do přestavby Paříže pod vedením barona Haussmanna zde bylo malé náměstí z roku 1760 s pevností Barrière d'Italie, která byla součástí městských hradeb zvaných Fermiers généraux, které oddělovaly od Paříže město Gentilly. Tyto stavby byly vypáleny v roce 1789 a zbořeny roku 1877. Připojení okolních obcí k Paříži v roce 1860 umožnilo vybudovat velké kulaté náměstí po vzoru Place de l'Etoile.
Podle projektu Italie 13 ze 60. let se náměstí mělo stát centrem mrakodrapů podél Avenue d'Itálie po celé své délce, se stavbou Tour Apogée vyšší než Tour Montparnasse. Poblíž náměstí vzniklo šest asi 100 m vysokých mrakodrapů. V roce 1975 byl projekt z větší části zrušen. Na místě určeném původně pro Tour Apogée stojí od roku 1992 obchodní centrum Italie 2, které navrhl architekt Kenzó Tange (1913-2005). Zahrnuje kanceláře, hotel, obchody a velký audiovizuální komplex Grand Écran Italie.

## Náměstí dnes
Náměstí tvoří přirozené centrum 13. obvodu a je významným dopravním uzlem pro silniční dopravu, autobusovou dopravu a tři tratě metra. Pod náměstím se nachází stejnojmenná stanice metra. Na povrchu se setkávají silnice spojující centrum s předměstím a čtvrť Montparnasse s pravým břehem.

## Významné stavby
- Radnice 13. obvodu
- Uprostřed náměstí je square. Čelem k Avenue d'Italie je pomník maršála Alphonse Juina (1888-1967) z roku 1983.
- Dva vchody do metra, které vytvořil Hector Guimard, jsou od roku 1978 uvedeny v seznamu historických památek.
- Na domě č. 17 poblíž Rue Godefroy mezi bulváry Hôpital a Vincent-Auriol připomíná pamětní deska, že zde v letech 1922-1924 žil během svého pobytu ve Francii Čou En-laj.
- V zahradě před radnicí je socha Návrat marnotratného syna z roku 1964 od Ossipa Zadkina.
- V jižní části náměstí je jedno z největších obchodních center v Paříži, jehož součástí bylo i největší multikino v Paříži (dnes zavřené) Grand Écran Italie.